# 여칭
여칭(呂稱, 1351년 ∼ 1423년)은 고려 말 조선 초의 문신이다. 본관은 함양(咸陽). 자는 중보(仲父), 호는 저곡(樗谷). 시호는 정평(靖平)이다.

## 생애
고려 왕조에 벼슬하여 사헌 규정(司憲糾正)에 임명되고, 전라도 안렴사(按廉使)·전법 전리 총랑(典法典理摠郞)을 역임(歷任)하였으며, 외직으로 나가서 공주(公州)와 나주(羅州)의 목사(牧使)가 되었다.
1392년 조선이 개국된 뒤 양광도(楊廣道)·경상도·전라도의 조전부사(漕轉副使)가 되고, 여러 번 천직(遷職)되어 판각문사(判閣門事)와 여러 조(曹)의 전서(典書)가 되고, 승추부 우군 동지총제(承樞府右軍同知摠制)와 강원도 도관찰사로 승진되어, 들어와서 참지의정부사(參知議政府事)가 되었다.
1402년(태종 2)에 태조가 북방으로 행차할 때에 여칭은 동북면 도순문 찰리사(東北面都巡問察理使)가 되었는데, 태종은 그가 위태한 시기에 임하여 정도(正道)를 지켰다 하여, 전지(田地)와 노비(奴婢)를 주었다. 서북면 도순문 찰리사(西北面都巡問察理使)로 옮겨져서 병마 도절제사(兵馬都節制使), 1407년에 개성 유후(開城留後)를 지내고, 1413년 형조 판서와 지의정부사(知議政府事)를 겸하였다. 1413년에 사신이 되어 연경(燕京)에 가서 황제의 안부를 묻고 돌아왔다.
한가로이 있은 지 10년 만에 1423년(세종 5년) 3월 28일 돌아가니, 연세가 73세였다. 부고(訃告)가 위에 들리니 세종은 조회를 3일 동안 폐하였고, 정평(靖平)이란 시호(諡號)를 내렸으니, 너그럽고 즐거이하여 고종명(考終命)한 것을 정(靖)이라 하고, 다스림에 과오(過誤)가 없는 것을 평(平)이라 한다. 여칭은 나라를 위함에 부지런하고 근신하여 세미(細微)한 일까지도 정세(精細) 치밀(緻密)하지 않은 것이 없었다.
1423년 4월 24일 작고한 도총제(都摠制) 여칭(呂稱)에게 사제(賜祭)하였는데, 그 제문에 이르기를,
국가의 조종(祖宗)으로부터 내려오면서 무릇 신하들이 작고하면, 상제(喪祭)를 반드시 그의 작위와 훈벌의 등급에 따라 품절(品節)하는 것이 모두 옛법에 근본한 것이다. 경은 단정하고 바르며, 강직한 자품으로 이치(吏治)에 장점이 있으면서 학문까지 겸비하였다. 네 고을의 수령으로 백성들이 사모하고, 다섯 도(道)의 감사가 되어 간사한 무리가 없어졌다. 임오년에 북방을 순문(巡問)하였을 때 마침 어렵고 위태로운 일이 있었는데, 경이 마음껏 의(義)에 따라 미리 방비하여 안녕(安寧)을 도모하였다. 태종께서 더욱 가상히 여겨 허여하셨다. 그 뒤에 송도 유수(松都留守)가 되어 여러 군대를 모두 거느렸으며, 혹은 판형조(判刑曹)로 혹은 지의정(知議政)이 되었으니, 모두 높은 품질(品秩)이다. 이리하여 경은 위엄스러우면서도 은덕이 있는 상(相)이 나타났고 번잡한 일은 〈덜어서〉 없게 하였으며, 요령을 따지는 재주를 갖추어서, 평탄할 때나 험난할 때를 가릴 것이 없이 큰 일을 잘 처리할 수 있는 인물이었다. 그러니, 경은 이같은 지위를 얻은 것이나, 이러한 이름을 받게 된 것은 다행이 아니라 당연한 일이었다. 지난번에는 늙었다 하여 집에서 휴양한 적도 몇 해나 되었으나, 아직 기력이 그다지 쇠하지 않았으므로, 오히려 나의 미치지 못하는 일을 도와주기를 바랐더니, 하늘이 어찌 돌보지 아니하여 나의 구인(舊人)을 빼앗아 갔는고. 이 향기롭지 못한 박전(薄奠)이나마 그대로 가시지 아니한 정혼(貞魂)을 위로할 수가 있을는지.

하였다.

## 가족
- 조부 : 밀직 부사(密直副使) 여공계(呂公係)
  - 아버지 : 증 참지의정부사(參知議政府事) 여언손(呂言孫)
- 외조부 : 중대광(重大匡) 양원군(楊原君) 설돈(薛惇)
  - 어머니 : 경주 설씨(慶州薛氏)
    - 전 부인(前夫人) : 남양 홍씨(南陽洪氏)

  - 처부 : 도관찰사(都觀察使) 김수익(金受益)
    - 후 부인(後夫人) : 언양 김씨(彦陽金氏)
      - 장자 : 좌랑(佐郞) 여계(呂稽)
      - 며느리 : 청송 심씨 - 심의귀(沈義龜)의 딸, 문하시중 영삼사사 문하부좌정승 청성백 심덕부(靑城伯 沈德符)의 손녀
        - 손자 : 현감 여종숙(呂宗肅)

      - 차자 : 현감(縣監) 여재(呂賫)
      - 장녀 : 부사(府使) 신계삼(辛季參)에게 출가
      - 차녀 : 박경무(朴景武)에게 출가